# Тшцянка (гмина)
Тшцянка (пол. Trzcianka) — гмина (волость) в Польше, входит как административная единица в Чарнковско-Тшцянецкий повет, Великопольское воеводство. Население — 23 448 человек (на 2004 год).

## Сельские округа
1. Бяла
2. Бернатово
3. Гурница
4. Ломница
5. Некурско
6. Нова-Весь
7. Покшивно
8. Пшиленки
9. Радолин
10. Руново
11. Рыхлик
12. Сарч
13. Седлиско
14. Смолярня
15. Стобно
16. Страдунь
17. Тересин
18. Вапнярня-Первша
19. Вапнярня-Тшеця
20. Вжонца

## Прочие поселения
1. Длужево
2. Гинторово
3. Кадлубек
4. Карче
5. Кемпа
6. Коханувка
7. Ломница-Друга
8. Ломница-Фольварк
9. Ломница-Млын
10. Ломница-Первша
11. Огожале
12. Осинец
13. Паньска-Ласка
14. Пшиленг
15. Рудка
16. Смоляры
17. Тересин-Карчма

## Соседние гмины
1. Гмина Чарнкув
2. Гмина Члопа
3. Гмина Шидлово
4. Гмина Уйсце
5. Гмина Валч
6. Гмина Велень